# Badrock för barn i alla åldrar
Badrock för barn i alla åldrar är den svenska proggruppen Archimedes badkars debutalbum, utgivet 1975 på skivbolaget MNW (skivnummer MNW 53P). 2008 återutgavs skivan på CD av Southside (4279).

## Låtlista

### LP-versionen
A
1. "Det stog en kärring uppå torget" – 1:56
2. "Kaumba" – 2:58
3. "Sweet Love" – 3:04
4. "Wago Goreze" – 13:53
5. "Yalir" – 1:19
6. "Samepojkens jaktlåt" – 3:06

B
1. "Del tre" – 0:24
2. "Låt tusen taxar springa" – 2:56
3. "Mister X" – 3:14
4. "Sammansmältning" – 4:54
5. "A Love Supreme" – 3:10
6. "Järnet" – 2:46
7. "Kjelles låt" – 1:45
8. "Morgonstjärna" – 3:28
9. "Repris" – 1:35

### CD-versionen
1. "Det stog en kärring uppå torget" – 1:56
2. "Kaumba" – 2:58
3. "Sweet Love" – 3:04
4. "Wago Goreze" – 13:53
5. "Yalir" – 1:19
6. "Samepojkens jaktlåt" – 3:06
7. "Del tre" – 0:24
8. "Låt tusen taxar springa" – 2:56
9. "Mister X" – 3:14
10. "Sammansmältning" – 4:54
11. "A Love Supreme" – 3:10
12. "Järnet" – 2:46
13. "Kjelles låt" – 1:45
14. "Morgonstjärna" – 3:28
15. "Repris" – 1:35

### Fotnoter
1. ↑  ”Badrock för folk i alla åldrar”. Discogs.com. http://www.discogs.com/Archimedes-Badkar-Badrock-F%C3%B6r-Barn-I-Alla-%C3%85ldrar/release/1218460. Läst 5 september 2012.